# Kontorist

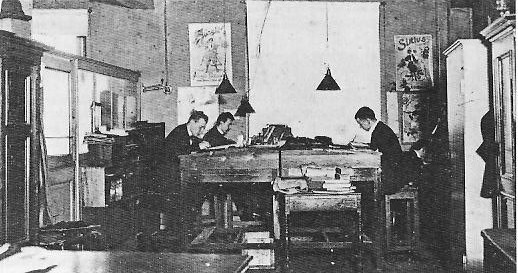
Kontoristen oder Commis, vor 1894

Ein Kontorist (weibliche Form: Kontoristin) ist ein Begriff für einen Angestellten, der Büro- und Verwaltungsarbeiten wie Registraturarbeiten, Karteiführung oder das Schreiben von Adressen in einem kaufmännischen Betrieb erledigt.
Die Berufsbezeichnung leitet sich von der veralteten Bezeichnung Kontor für Büro her; ein Kontorist ist demnach eine Person, die in einem Büro arbeitet.